# Нильссон Ярванди, Изабелла
Изабелла Нильссон Ярванди (швед. Izabella Nilsson Jarvandi, 25 ноября 2003, Гётеборг) — шведская политическая активистка, участница движения «жёлтых жилетов». Правые СМИ называют её «Анти-Гретой».

## Биография
Отец Изабеллы — иранец, мать — шведка. Ярванди родилась и живёт в квартале Гётеборга, который полиция отмечает как имеющий повышенный уровень преступности.
Впервые выступила с поддержкой «жёлтых жилетов» 9 декабря 2018 года на площади Мюнтторгет в Гётеборге с призывами против подписания Глобального договора о миграции, к маю 2019 года стала его видной представительницей.
5 октября 2019 года микроблог Изабеллы в Твиттере был заблокирован. На тот момент среди её подписчиков числилось почти 10 000 пользователей. 14 октября Изабелла завела новый аккаунт, который по состоянию на апрель 2021 года насчитывает примерно 7 500 подписчиков.

## Взгляды
Ярванди выступает против миграционной политики правительства Швеции, направленной на приём мигрантов в страну и их интеграцию в шведское общество, против глобализма и мультикультурализма, против гендерных исследований, но за традиционные семейные ценности.
Ярванди активно поддерживает политику правительства Венгрии во главе с Виктором Орбаном, направленную на ограничение миграции в стран. Она обвиняет мейнстримные СМИ в том, что они недостаточно освещают преступления, совершённые лицами, ищущими убежища.

## Оценки деятельности
Немецкое издание Augsburger Allgemeine отмечает, что деятельность Ярванди освещается не в мейнстримных СМИ, а в антииммиграционных блогах.
Медиаэксперт Джо Грёбель (нем. Jo Groebel) считает, что образ Ярванди был искусственно создан правыми «альтернативными СМИ» для персонификации атак на Грету Тунберг.
Медиаэксперт Карстен Райнеман (нем. Carsten Reinemann) пишет, что Ярванди не является самостоятельным феноменом, в отличие от Греты Тунберг, и что ей не хватает динамичности и способности выводить людей на протесты.
Итальянская версия Huffington Post пишет, что Ярванди популярна в основном среди «суверенных правых» и «христианских интегралистов».
Шведская журналистка Катерина Януш в статье изданию Die Weltwoche жалуется, что Ярванди не получает и доли внимания, уделяемого Грете Тунберг.